# Франц Ернст фон Валдбург-Цайл-Вурцах
Франц Ернст Йозеф Антон фон Валдбург-Цайл-Вурцах (на немски: Franz Ernst Joseph Anton von Waldburg zu Zeil-Wurzach und Friedberg; * 7 декември 1704; † 5 април 1781) е имперски наследствен трухсес (Reichs-Erb-Truchsess) и граф на Валдбург цу Цайл-Фридберг и Вурцах (1734), и императорски и кралски таен съветник.

## Произход
Той е най-големият син на трухсес граф Ернст Якоб фон Валдбург-Цайл (1673 – 1734) и съпругата му Анна Лудовика фон Валдбург-Волфег (1679 – 1736), дъщеря на трухсес граф Максимилиан Франц фон Валдбург-Волфег (1641 – 1681) и Мария Ернестина фон Залм-Райфершайд-Дик (1657 – 1723).
Синът му Еберхард I е направен на имперски княз на 21 март 1803 г. във Виена.

## Фамилия
Франц Ернст фон Валдбург цу Цайл и Вурцах се жени за графиня Мария Елеонора фон Кьонигсег-Ротенфелс (* 4 юли 1711; † 15 декември 1766), дъщеря на граф Албрехт Евзебий Франц фон Кьонигсег-Ротенфелс (1669 – 1736) и графиня Мария Клара Филипина Фелицитас фон Мандершайд-Бланкенхайм (1667 – 1751). Те имат 18 деца:
- Еберхард I фон Валдбург-Цайл-Вурцах (20 декември 1730 – 23 септември 1807), имперски княз на 21 март 1803 (Виена), женен на 6 май 1767 г. за графиня Мария Катарина Анна Михаела Йохана Непомуцена Фугер-Кирхберг-Вайсенхорн (6 юни 1744 – 4 април 1796)
- Валбурга Мария Анна фон Валдбург-Цайл (27 декември 1730? – 16 ноември 1789), монахиня (1740), абатиса на „Св. Урсула“ в Кьолн (1784), абатиса на Елтен и Фреден
- Мария Терезия фон Валдбург-Валдбург-Цайл-Вурцах (26 януари 1732, Именщат – 17 януари 1802, Аугсбург), омъжена на 7 януари 1751 г. в Хехинген за княз Йозеф Фридрих Вилхелм фон Хоенцолерн-Хехинген (1717 – 1798)
- Мария Фелицитас Антония Франциска Евзебия фон Валдбург-Цайл (5 юни 1733 – ? май 1796), приорин в Бухау
- Франц Фиделис Антон Томас Мария фон Валдбург-Цайл-Вурцах (29 декември 1733/19 декември 1734 – 21 ноември 1805), граф цу Цайл-Вурцах, комтур на немския орден в Хитцкирх и Майнау
- Елеонора Мария Валбурга Салома фон Валдбург-Цайл (22 октомври/декември 1735 – 14 януари 1804), омъжена на 21 юли 1764 г. в Кьолн за алтграф Зигмунд фон Залм-Райфершайт-Бедбург (1735 – 1798)
- Вунибалд Йохан Якоб Франц фон Валдбург-Цайл (23 октомври 1736 – 26 декември 1736)
- Мария Каролина Антония Йохана фон Валдбург-Цайл (22 юни 1738 – 22 февруари 1779), омъжена на 26 юли 1763 г. за фрайхер, граф Фердинанд фон Валдбург-Волфег (1736 – 1779)
- Габриела Мария Йозефа Фелицитас фон Валдбург-Цайл (19 април 1739 – 1739)
- Мария Анна Йозефа Роза Фелицитас фон Валдбург-Цайл (9 септември 1740 – 20 февруари 1794), монахиня в Торн
- Августа Мария Фридерика Йозерфа Анна Терезия Регула фон Валдбург-Цайл (11 септември 1743 – 6 януари 1776), омъжена на 27 февруари 1769 г. за алтграф Йохан Франц Вилхелм фон Залм-Райфершайт-Дик (1714 – 1775)
- Франциска Мария Кресценция Йозефа Отилия фон Валдбург-Цайл (14 декември 1744 – 1744)
- Йозеф Фердинанд Томас Мария фон Валдбург-Зайл (7 март 1746 – 12 ноември 1746)

- Томас Апостолус Томас Контербурйензис Томас фон Аквин Лудвиг Йозеф Мария Егидий фон Валдбург-Цайл (1 септември 1747 – 25 септември 1810), домхер (1780), схоластикус на „Св. Гереон“ в Кьолн (1783 – 1786), домкеплер (1786 – 1803), домтезауриер в Кьолн (1798 – 1803)
- Йозеф Франц Антон Вунибалд Сатурнин Андреас Мария фон Валдбург-Цайл (19/29 ноемвмври 1748 – 28 декември 1813), домхер в Страсбург (1762), каноник в „Св. Гереон“ в Кьолн (1767), дехант в „Св. Гереон“ (1786), домдекан в Страсбург, каноник в „Св. Ламберт“ в Лиеж, пропст в Николсбург (Моравия)
- Мария Кресценция Йозефа Терезия Алойзия Анастасия фон Валдбург-Цайл (25 април 1752 – 9 април 1784), омъжена на 25 юни 1771 г. за граф Франц Фиделис фон Кьонигсег-Ротенфелс (1750 – 1804)
- Мария Антония! Моника фон Валдбург-Цайл-Вурцах (6 юни 1753 – 25 октомври 1814), омъжена I. на 11 май 1772 г. за граф Йозеф Антон фон Йотинген-Балдерн-Катценщайн (1720 – 1778), II. на 26 юли 1779 г. в Соетерн за княз Херман фон Хоенцолерн-Хехинген (1751 – 1810)
- Максимилиан Карл Йозеф Готфрид фон Валдбург-Цайл (13 юни 1756 – 1756)